# Montenegro en los Juegos Paralímpicos de Río de Janeiro 2016
Montenegro estuvo representado en los Juegos Paralímpicos de Río de Janeiro 2016 por dos deportistas, un hombre y una mujer. El equipo paralímpico montenegrino no obtuvo ninguna medalla en estos Juegos.